# Štefan IV. Babonić
Štefan IV. Babonić tudi Krupski   ( *konec 13. stoletja  † ok. 1323), slavonski plemič, vodiški grof in slavonskii ban (1278 – 1295)  iz plemiške rodbine Babonić. V času njegovega življenja so ga imenovali tudi Štefan Vodiški . Bil je sin  grofa Babonega II. in brat Ivana I., Radoslava II. ter Ota, in nečak bana Štefana III. († po 1295).

## Življenjepis
Po smrti Štefanovega sorodnika bana Radoslava I. leta 1295, ki ni imel moških potomcev, so se grof Štefan IV. in bratje grof Ivan I., Radoslav II. in Oto sprli z ogrskim kraljem Andrejem III.  (1292 – 1301) zaradi dediščine sorodnika, posebej glede gradu Vrbasa. Vendar se je zaradi političnih akcij konkurenčne  anžujske dinastije, Andrej III. pobotal z Babonići poleti leta 1299 in jim dodelil vse posesti umrlega Radoslava I., razen Susedgrada, Vrbasa in Glaža ter Štefanu podelil banski naslov. Kot odgovor na darovnico Andreja III., je neapeljski kralj  Karel II. Neapeljski, potrdil Babonićem leta 1299  vse posesti in jim podelil banski naslov.
S prihodom Anžujcev na hrvaško-ogerski prestol so Babonići izgubili dedni banski naslov, zaradi česar jim je upadla moč in vpliv. Zato so se povezali s Habsburžani preko poročnih povezav z Goriškimi grofi, s tem ko je Štefanov brat grof Ivan I. leta 1308 vzel za svojo ženo  Klaro Eufemijo Goriško.
Rodbina je bila v dobrih odnosih z grofi Krškimi (Frankopani) in grofi Šubići s katerimi so skupaj pletli dobre odnose z Anžujsko kraljevo družino Neapeljskih kraljev. Ogrski kralj Andrej III. je leta  1299 Štefanu IV. Baboniću podelil naslov "bana celotne Slavonije" (lat. banus totius Sclavonie). Istega leta mu je banski naslov potrdil pretendent na ogrsko krono  neapeljski kralj KarelII., že naslednje leto 1300 pa mu podari Slavonijo (od Kranjske do reke Bosne in od reke Save do planine Gvozd), ni pa mu potrdil banskega naslova.
Štefan IV. Babonić je živel v času anarhije v času nemočnega zadnjega ogrskega kralja iz rodu Arpadovičev Andreja III.. Hrvaški oligarhi so si želeli Anžujca na madžarsko-hrvaškem prestolu in podpirali Karla Martela. Skupina močnih plemičev, vključno s Šubići, Kőszegi in Csáki, je zaprosila Karla II. Neapeljskega, naj pošlje na Ogrsko svojega dvanajstletnega vnuka Karla Roberta, da postane ogrski kralj. Mladi Karel Robert se je avgusta 1300 izkrcal v Splitu. Večina hrvaških in slavonskih plemičev in vsa dalmatinska mesta, razen Trogira, ga je priznala za svojega kralja. Karel Robert je iz Splita odšel v Zagreb. Grofa Babonića je ogrski kralj Andrej očitno poskusil odtrgati od upornikov z imenovanjem za bana. Januarja 1301 pa je kralj Andrej umrl (ali bil zastrupljen). Po Andrejevi smrti se je začela državljanska vojna med rivali za ogrski prestol, v kateri so sodelovali Karel Robert, Venčeslav III. Češki in Oton III. Bavarski in je trajala sedem let. Končala se je z zmago Karla Roberta, ki je bil prisiljen nadaljevati vojno proti Kőszegijem, Abasom, Mateju Csáku in drugim vplivnim plemičem, ki je trajala do leta 1310. Sedaj je prišel čas za Štefana Babonića.
Izguba banskega naslova leta 1300 je bila zanj začasna, saj je leta 1310 ponovno postal ban celotne Slavonije. Funkcijo je opravljal do leta 1316. Ta položaj (1310–1316) je izkoristil tudi za povečanje svoje moči deželnega gospoda. S politiko menjavanja strani se je pridružil včasih tej, včasih oni sosednji sili; tako je formalno priznal habsburškega vojvodo Friderika Avstrijskega in beneškega doža kot svoja fevdalca. Njegova moč je v Madžarskem Nagylexikonu označena z dejstvom, da ga je rimski kralj v pismu iz leta 1316 naslovil kot vojvodo Slavonije (dux Slavoniae). Ogrskemu kralju Karlu Robertu  so se Babonići v navezi z drugimi oligarhi trikrat uprli, ki je močno okrnil suverenost oligarhov – tudi Babonićev: 1323 in 1326 samostojno, nato 1336 v zavezništvu z avstrijskimi vojvodi. Ob tej zadnji priložnosti je Karel končno zlomil njihovo moč. Kasneje sta sinova Štefana IV. Pavel in Denes zvesto služila Ludvik I. Ogrski. 
Upor sinov leta 1323 je podprl tudi njihov oče. Potem ko so bili poraženi, jim je Karel vzel družinska posestva in jih nadomestil z novimi v bližini Save (Kristó, str. 95). Štefanova nadaljnja usoda ni znana.

## Potomci
Štefan IV. Babonić je imel pet sinov in eno hčer. Štirje njegovi sinovi: 
- Jurij Babonić
- Ivan II. Babonić
- Dujam Babonić
- Pavel Babonić, umrl brez dediča; (njegove posesti je podedovala družina Blagajskih)